# Élections législatives de 1946 dans le Cameroun français
Les élections législatives françaises de 1946 se tiennent le 10 novembre. Ce sont les premières élections législatives de la Quatrième république, après l'adoption lors du référendum du 13 octobre d'une nouvelle constitution.

## Mode de scrutin
L'Assemblée nationale est composée de 618 sièges pourvus au scrutin proportionnel plurinominal suivant la règle de la plus forte moyenne dans le cadre départemental, sans panachage.
Le vote préférentiel est admis, en inscrivant un numéro d'ordre en face du nom d'un, de plusieurs ou de tous les candidats de la liste. Mais l'ordre ne pourra être modifié que si au moins la moitié des suffrages portés sur la liste est numéroté. Dans les faits les modifications ne dépasseront jamais les 7%.
Dans le territoire sous tutelle du Cameroun français, trois député sont à élire, soit un de plus que lors de la constituante élu le 2 juin.
La constitution garde l'ancien système à double collège. Un siège est réservé au premier collège, qui représente les citoyens français (les Colons dans une écrasante majorité).
Le second collège, qui regroupe les élites autochtones, est lui nouvellement divisé en deux circonscriptions.
Ses deux députés élus en juin dans l'ancienne double circonscription, Louis-Paul Aujoulat (MRP) pour le collège des citoyens, et Alexandre Douala Manga Bell (MRP) élu pour le collège autochtone se représentent.

## Élus
| Député sortant              | Parti | Parti | Député élu ou réélu         | Parti | Parti |
| --------------------------- | ----- | ----- | --------------------------- | ----- | ----- |
| Premier Collège             |       |       |                             |       |       |
| Louis-Paul Aujoulat         |       | MRP   | Louis-Paul Aujoulat         |       | MRP   |
| Second Collège              |       |       |                             |       |       |
| Alexandre Douala Manga Bell |       | MRP   | Alexandre Douala Manga Bell |       | MRP   |
| Siège créé                  |       |       | Jules Ninine                |       | SFIO  |

## Résultats

### Premier collège
|          | MRP (Admin fr.) | Louis-Paul Aujoulat * | 615   | 51,21  |  |  |
|          | PRL             | Georges Molinatti     | 449   | 37,39  |  |  |
|          |                 | André Meynieux        | 92    | 7,66   |  |  |
|          | RGR             | René Baudet           | 45    | 3,75   |  |  |
|          |                 |                       |       |        |  |  |
| Inscrits | Inscrits        | Inscrits              | 2 611 | 100,00 |  |  |
| Votants  | Votants         | Votants               | 1 289 | 49,37  |  |  |
| Exprimés | Exprimés        | Exprimés              | 1 201 | 93,17  |  |  |

### Second collège (1recirconscriptionNord)
|          | SFIO      | Jules Ninine                  | 2 684  | 28,00  |  |  |
|          | app. SFIO | Arouna Njoya                  | 2 618  | 27,30  |  |  |
|          | Jeucafra  | Gaston Kingué-Jong            | 2 424  | 25,28  |  |  |
|          |           | Mr Mahonde                    | 1 387  | 14,47  |  |  |
|          |           | Jean-Baptiste Sataipoum Happy | 474    | 4,94   |  |  |
|          |           |                               |        |        |  |  |
| Inscrits | Inscrits  | Inscrits                      | 16 294 | 100,00 |  |  |
| Votants  | Votants   | Votants                       | 9 889  | 60,69  |  |  |
| Exprimés | Exprimés  | Exprimés                      | 9 587  | 96,95  |  |  |

### Second collège (2ecirconscriptionSud)
|          | MRP          | Alexandre Douala Manga Bell * | 7 659  | 69,26  |  |  |
|          |              | Philippe Amagou Manga         | 1 681  | 15,20  |  |  |
|          | MDC-RDA      | Charles Assalé                | 715    | 6,47   |  |  |
|          |              | Otto Fouda Syba               | 398    | 3,60   |  |  |
|          | Jeucafra-RDA | Léopold Moumé Etia            | 348    | 3,15   |  |  |
|          |              | 2 Divers                      | 257    | 3,15   |  |  |
|          |              |                               |        |        |  |  |
| Inscrits | Inscrits     | Inscrits                      | 22 682 | 100,00 |  |  |
| Votants  | Votants      | Votants                       | 11 261 | 49,65  |  |  |
| Exprimés | Exprimés     | Exprimés                      | 11 058 | 98,20  |  |  |